# Performing Lions
Performing Lions è un cortometraggio muto del 1913. Il nome del regista non viene riportato nei credit del film, un documentario della lunghezza di 90 metri.

## Produzione
Il film fu prodotto dalla Vitagraph Company of America.

## Distribuzione
Distribuito dalla General Film Company, il film - un cortometraggio di 90 metri - uscì nelle sale cinematografiche statunitensi il 10 dicembre 1913. Nelle proiezioni, veniva programmato con il sistema dello split reel, accorpato in un'unica bobina con un altro cortometraggio prodotto dalla Vitagraph, la commedia That Suit at Ten.